# Ghimniye
Ghimniye – wieś w Indiach, w stanie Maharasztra, w dystrykcie palghar, w taluku Talasari. W 2011 roku zamieszkiwana przez 3 722 osób.

## Demografia
Według indyjskiego spisu statystycznego z 2011 roku wieś zamieszkiwało 3 722 osób w 698 domach.
| Zakres            | Całkowicie | Mężczyźni | Kobiety |
| ----------------- | ---------- | --------- | ------- |
| Populacja         | 3722       | 1849      | 1873    |
| Potrafiący czytać | 1670       | 1000      | 670     |
| Pracujący         | 1563       | 979       | 584     |
| Niepracujący      | 2159       | 870       | 1289    |